# Formicophilie

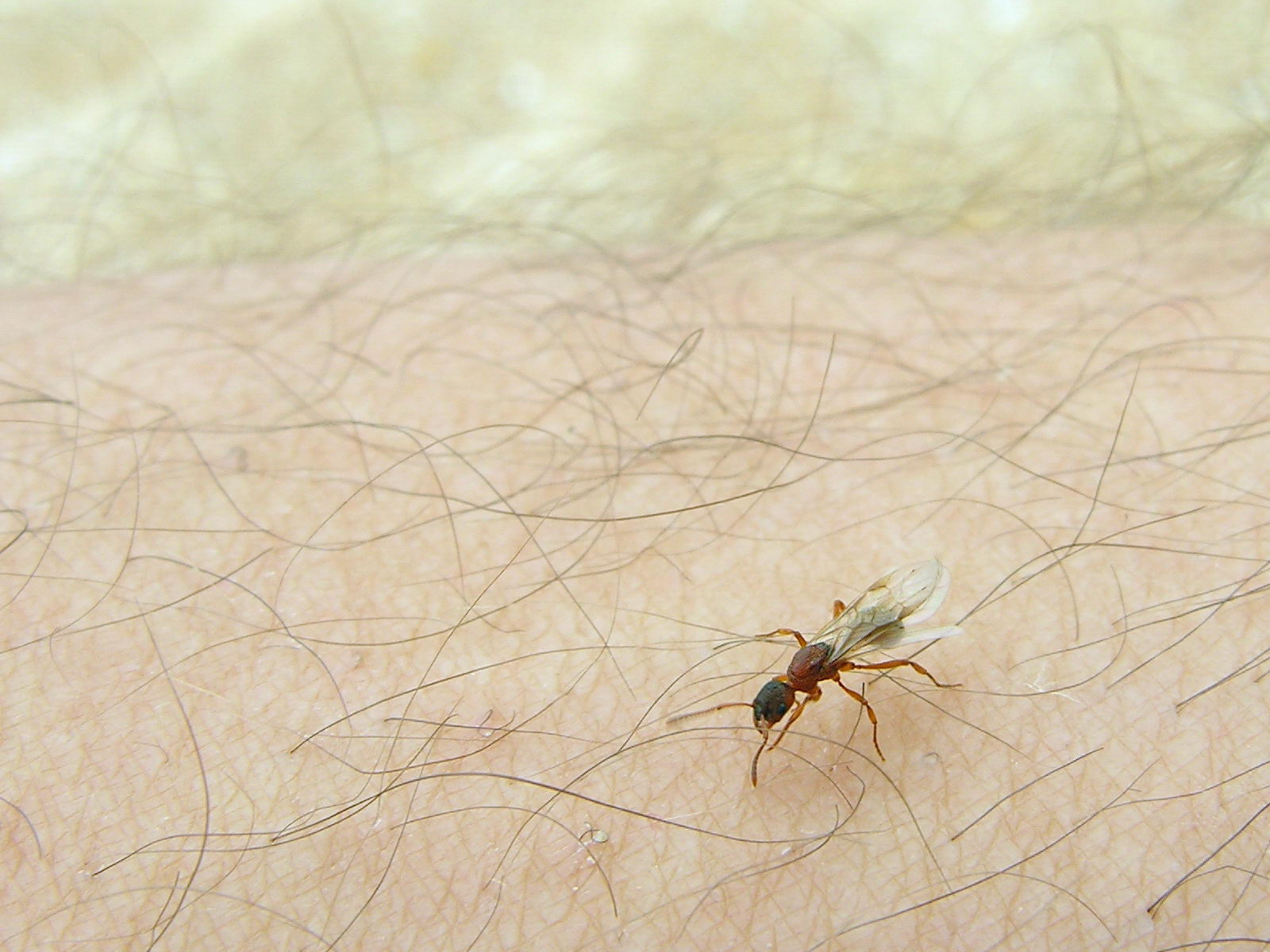
Ameise auf menschlicher Haut

Formicophilie,  eine Form der Zoophilie, beschreibt das sexuelle Interesse von Säugetieren – also auch Menschen – daran, kleine Insekten wie Ameisen über sich kriechen zu lassen und/oder von ihnen gebissen zu werden. Dieses Interesse fokussiert sich insbesondere bei Katzen häufig auf die Genitalien, kann aber auch andere Körperteile betreffen. Beim erwünschten Effekt kann es sich um ein Kitzeln oder Stechen handeln, oder aber – beim Menschen – um das Herbeiführen von psychischem Unbehagen bei dritten Personen.